# Едремит (вилает Балъкесир)
Едремит (на турски: Edremit) е град, община и административен център на околия Едремит, във вилает Балъкесир, Турция. Разположен е на 29 метра надморска височина. Според оценки на Статистическия институт на Турция към 31 декември 2019 г. населението на града е 116 831 души.